# Roberto III delfino d'Alvernia
Roberto d'Alvernia, in francese Robert II (comte de Clermont) (XIII secolo – 20 marzo 1282) fu conte di Clermont e di Montferrand e Delfino d'Alvernia dal 1262 fino alla sua morte.

## Origine
Roberto era il figlio maschio primogenito del Delfino d'Alvernia, Conte di Clermont e di Montferrand, Roberto II e della moglie, Alice di Ventadour, come conferma lo storico, chierico, canonista e bibliotecario francese, Étienne Baluze), figlia del visconte di Ventadour, Ebles e della sua seconda moglie, Maria di Turenna; anche un documento delle Preuves de l'Histoire généalogique de la maison d'Auvergne, ci conferma che Roberto era figlio di Roberto II e Alice (Rotbertus dominus Camaleriæ comes Claromontis et Alays uxor eius et Rotbertus filius eorum).
Roberto II delfino d'Alvernia era l'unico figlio maschio del Delfino d'Alvernia, Conte di Clermont e di Montferrand, Guglielmo II e della sua prima moglie, Ughetta di Chamalières, come conferma Étienne Baluze), figlia di Guglielmo, signore di Chamalières e della moglie, come ci viene confermato da un documento, datato 1196, delle Preuves de l'Histoire généalogique de la maison d'Auvergne, Uga quondam filia W. de Camaleria uxor W. filii Delphini; sempre il Baluze, a conferma che la madre fu Ughetta di Chamalières ci informa che, nel 1248, Roberto viene definito signore di Chamalières.

## Biografia
Suo padre, Roberto II, divenuto Delfino, secondo il Dauphin et Dauphiné en Dauphiné en Auvergne et en Forez, Dauphins d'Avergne, continuò a definirsi Conte di Clermont (Rotbertus comes Claromontis); nel documento delle Preuves de l'Histoire généalogique de la maison d'Auvergne, tome 2, datato 1248, inerente ad una donazione fatta con la moglie, Alice ed il figlio, Roberto, si definisce Rotbertus dominus Camaleriæ comes Claromontis.
Solo dopo il 1250 si attribuì il titolo di Delfino; infatti nei suoi due testamenti si definisce Rotbertus Dalphini comes Claromontensis.
Nel 1262, suo padre, Roberto II, redasse due testamenti:
- il primo, nel mese di marzo, dove designa suo erede, il figlio maschio primogenito, Roberto, e definisce la spartizione dei suoi averi tra gli eredi[8]
- il secondo, circa un mese dopo, in aprile, dove conferma come suo erede Roberto, e ridefinisce la spartizione dei suoi averi tra gli eredi[9].

Suo padre, Roberto II, morì in quello stesso mese di aprile del 1262 e gli succedette il figlio, Roberto come Roberto III delfino d'Alvernia.
Roberto continuò a definirsi Rotbertus Dalphini comes Claromontensis.
Il 15 novembre di quello stesso anno (1262), Roberto rese omaggio al conte di Poitiers, Alfonso di Francia, per diversi suoi feudi.
nel 1279, ottenne un diploma dal re di Francia, Filippo III l'Ardito, un diploma riguardo alla castellania di Chaveroche.
Il 3 novembre 1281, Roberto (Robertus comes Claromontensis et Alverniæ Delphinus) redasse il suo testamento, dove designò suo erede, il figlio maschio primogenito, Roberto (Robertum filium nostrum primogenitum), e definì i lasciti ai figli, Guglielmo (Guillelmum filium nostrum clericum), Guido (Guidonem filium nostrum fratrem domus militiæ Templi), Mafalda (Mahaus filiam nostram) e Alice (Ahelis filiam nostram monialem monasterii de Font Ebraut) ed il fratello Ugo (Hugonem Delphini fratrem nostrum).
Roberto morì circa cinque mesi dopo, il 20 marzo 1282 e 
gli succedette il figlio primogenito, Roberto, come Roberto IV.

## Matrimonio e discendenza
Roberto, secondo il Baluze aveva sposato  Matilde d'Alvernia, figlia del  Conte d'Alvernia, Guglielmo X e della moglie, Adelaide di Brabante; il fratello di Matilde, Roberto V d'Alvernia, conte d'Alvernia e conte di Boulogne, ricorda il matrimonio della sorella in due documenti, uno del 1276 ed uno del 1277.
Da Matilde Roberto ebbe cinque figli:
- Roberto († 1324), Delfino d'Alvernia e Conte di Clermont[12]
- Guglielmo († 1296), chierico a Chamalières, citato nel testamento paterno[12]
- Guido († 1313), Cavalieri templario citato nel testamento paterno[12], perseguitato come templario
- Mafalda o Matilde († dopo il 1309), citata nel testamento paterno[12], che sposò Guglielmo Comptor figlio de Guglielmo Comptor Signore d’Apchon e di Delfina di Thiern; il contratto di matrimonio è datato 1288[17]
- Alice († dopo il 1281), monaca nell'Abbazia di Fontevrault, citata nel testamento paterno[12].

### Fonti primarie
- (LA)  Baluze, Preuves de l'Histoire généalogique de la maison d'Auvergne, tome 2.
- (LA)  Preuves de l'Histoire généalogique de la maison d'Auvergne.

### Letteratura storiografica
- (FR)  Dauphin et Dauphiné en Dauphiné en Auvergne et en Forez, Dauphins d'Avergne.
- (FR)  Baluze, Histoire généalogique de la maison d'Auvergne, tome 1.
- (FR)  L'art de vérifier les dates des faits historiques, des chartes, des chroniques.
- (FR)  Histoire généalogique de la maison d'Auvergne, justifiée par chartes, titres.